# Форест Сити (Пенсилванија)
Форест Сити (енгл. Forest City) град је у америчкој савезној држави Пенсилванија.

## Демографија
По попису из 2010. године број становника је 1.911, што је 56 (3,0%) становника више него 2000. године.
| Група             | 2000.         | 2010.         |
| Белци             | 1.834 (98,9%) | 1.828 (95,7%) |
| Афроамериканци    | 2 (0,1%)      | 18 (0,9%)     |
| Азијати           | 1 (0,1%)      | 11 (0,6%)     |
| Хиспаноамериканци | 12 (0,6%)     | 28 (1,5%)     |
| Укупно            | 1.855         | 1.911         |